# Trupanea pteralis
Trupanea pteralis
 es una especie de insecto díptero que Agarwal, Grewal y otros describieron científicamente por primera vez en el año 1989.
Esta especie pertenece al género Trupanea de la familia Tephritidae.